# Be-Music Source
BMS（英語：Be-Music Source）是1998年由日本人Yaneurao和NBK所研發的檔案格式。可用來製作音樂或在相關軟體上演奏。著作權為公開免費。
原指運用在音樂遊戲模擬軟體《BM98》之上的檔案，如今則廣泛指稱為任何可以運用在類似模擬軟體的譜面檔案，又或、類似的模擬軟體系統也可以廣泛歸類在BMS類型下方。

## 由來
開發者やねうらお表示「BMS」格式和電腦軟體程式《BM98》皆是完全原創。根據 BMS 文件的腳本指令，wav、ogg 等音樂格式檔案可對應腳本中的指定位置鳴響，達到演奏音樂的效果，屬於Module file的音樂遊戲格式。
但一般認為，《BM98》的遊戲方式非常相似 KONAMI 知名音樂遊戲《狂热节拍》的運作模式，KONAMI 也曾經對開發者Yaneurao提出抗議，Yaneurao 因此撤下個人網站所發布的《BM98》，停止公開程式，如今只能透過其他製作者取得類似軟體。另一方面，「BMS」格式可被『BM98』軟體運用，但構造上跟軟體天差地別，因此公開 BMS 檔案在著作權上面並不構成問題。

## 概要
狹義上， BMS為純文字文件，指令以＃字號開頭，記述Tempo、曲名、聲音鳴響的時間點。BMS 腳本就像是樂譜，但不包含圖像和音樂，其他檔案需要自行附加。
廣義上， BMS由三種檔案構成：
「BMS腳本」、「WAVE檔案或MIDI檔案」等音聲文件，以及「點陣圖檔案」作為搭配音樂的影片。只要滿足前二者，就可以算是BMS檔案。

## 基本格式
这里对《BM98》中使用的文件格式进行说明。其他BMS平台的玩家也可以使用同样的格式。
- BMS文件可分为Header部分和Note部分。Header部分记录游玩人数、乐曲名、BMP等，以及定义要使用的WAV文件、BMP文件。
- Note部分主要记录谱面相关的内容，包括Note的放置的位置、Note触发的声音、用于触发Note的按键等。
- 书写格式为#aaabb:cccccccc(aaa:小节编号(000-999),bb:Channel,cc:Note配置）。

下面举一个简单的例子。
```
*---------------------- HEADER FIELD
#PLAYER 1
#GENRE Sample
#TITLE Sample
#ARTIST Sample
#BPM 120
#PLAYLEVEL 5
#TOTAL 100
#RANK 2
#bmp00 miss.bmp
#bmp01 1.bmp
#wav01 1.wav
*---------------------- MAIN DATA FIELD
#00111:01010101  // 第一小节的1key对#wave01配置四分音符
#00211:0101010001010100  // 第二小节的1key对#wave01配置为八分音符三连+八分休止符*2
```

### Header
#PLAYER x
定义玩家人数。x=1时为单人游戏，2时为Couple Play，3时为Double Play(省略时x=1)。
#GENRE
定义曲风。
#TITLE
定义曲名。
#ARTEST
定义作曲家。
#BPM
定义BPM。不指定时为130
#MIDIFILE
支持使用MIDI File作为BGM来使用。
#PLAYERLEVEL x
指定等级。不指定的场合为3
#RANK x
指定判定等级。x=0时为very hard,1时为hard,2时为normal,3时为easy(省略时x=3)
#VOLWAV xxx
以原音量100作为基准定义整体音量。省略时为100
#WAVxx yyyyyyyy.wav
指定音频文件(WAVE文件)。(xx为01-FF)
#BMPxx yyyyyyyy.bmp
指定图片文件(256×256,65535色的点阵图)。(xx为00-FF、00为Poor时的图片)
#TOTAL xxx
设定计量表增量(使用浮点数记录)。省略时为200+Note数
#RANDOM x
分支命令。生成从1到x之间的随机自然数。
#if , #ENDIF
分支的开始、结束.
#ExtChr
与Extended Object功能组合使用。详细请参考 （页面存档备份，存于）。

### Channel
- 01 - 指定作为BGM播放的WAVE文件。
- 02 - 缩短小节(十进制/浮点数)
- 03 - 改变BPM(十六进制)
- 04 - 替换BGA的图像文件
- 05 - Extended Object
- 06 - 指定Poor时的BGA
- 11-17 - 1P的演奏Note(11-15为键盘，16为刮板，17为自由区域)
- 21-27 - 2P的演奏Note(同1P)
- 31-36 - 1P不可见的Note
- 41-46 - 2P不可见的Note

### きくちゃん版本的扩展
- 从Ver.3.28到Ver.3.29b

#PLAYER 4(Battle Play)
- 从Ver.3.29G8到Ver.3.30R4.2

#STAGEFILE aaa.bmp
指定曲目开始时显示的图像文件
#RANK 4(?????)
#BMP
可使用JPEG。
#ExtChr(风格改变)
增加Channel编号
07 - BGA Layer
- 从Ver.3.31到Ver.3.32

#BGAn1 n2 x1 y1 x2 y2 dx dy
设置扩展BGA的区域
#WAVxx(将xx扩展至01 - FZ)
Materials
可以将Materials文件夹内的wav、bmp文件指设定为#WAV、#BMP文件
此外、将下述BMS的扩展7Key化(支持读取BME)、扩展BPM改变、#BMP可以使用PNG、GIF等所有被Susie插件支持的文件。

## 延伸
由於BMS文件的構造簡單易流傳，如今被採納在許多免費的節奏遊戲之上。BMS有許多擴張模式，譬如BME格式（模擬七鍵的Beatmania IIDX）、DTX格式（模擬DTXmania）、PMS格式（模擬音樂遊戲Pop'n Music）、長音模式等。
2000年代中期曾颳起一陣玩家使用BMS自行創作樂曲的風潮，發展為創作型活動。BMS作曲家之中，不少人轉向職業音樂家或VOCALOID音樂家發展。在網路上每年一度舉行的 BMS 賽事「The BMS of Fighters」（簡稱 「BOF」）是目前最大型的 BMS 創作樂曲比賽。

## 相關項目
- 音樂遊戲
- beatmania
- 同人音樂

## 相關連結
- ＢＭ９８関連のコンテンツ（页面存档备份，存于） - 開發者やねうらお網站
- THE BMS OF FIGHTERS Terminal（页面存档备份，存于）